# Katral, Bijapur
Katral là một làng thuộc tehsil Bijapur, huyện Bijapur, bang Karnataka, Ấn Độ.